# 朱家镇
朱家镇，是中华人民共和国黑龙江省牡丹江市林口县下辖的一个乡镇级行政单位。

## 行政区划
朱家镇下辖以下地区：
山河村、万家村、大碱村、小碱村、牛心村、解放村、站前村、兴丰村、仙洞村、太安村、富家村、朱家村、新安村、新兴村、碱北村、良种场村和新胜村。